# مارك سايمور
مارك سايمور (بالإنجليزية: Mark Seymour)‏ هو مغني وكاتب أغاني أسترالي، ولد في 26 يوليو 1956 في Benalla ‏ في أستراليا.

## وصلات خارجية
- الموقع الرسمي
- مارك سايمور على موقع IMDb (الإنجليزية)
- مارك سايمور على موقع ميوزك برينز (الإنجليزية)
- مارك سايمور على موقع ديسكوغز (الإنجليزية)